# 吉泉聡
吉泉 聡（よしいずみ さとし、1981年 - ）は、日本のデザイナー。TAKT PROJECT 代表。

## 経歴
1981年山形県生まれ。東北大学工学部機械知能工学科卒業。エンジニアリングを学ぶ。桑沢デザイン研究所を経て、2005年より2008年までデザインオフィスnendoに在籍。
- 2008年より2013年までヤマハ株式会社デザイン研究所に在籍。オーディオデザイングループにて、ゼネラルオーディオ、音楽制作機器等のデザインを担当。アドバンストデザイングループにて、アドバンストデザイン開発、2013年サンテティエンヌ国際デザインビエンナーレ等を担当。
- 2013年TAKT PROJECT株式会社共同設立
- 2015年より2016年まで 愛知県立芸術大学 / 女子美術大学非常勤講師
- 2016年より2018年まで 法政大学非常勤講師
- 2018年よりグッドデザイン賞審査委員